# Зоркий (женский футбольный клуб)
«Зо́ркий» — ранее существовавший женский футбольный клуб из Красногорска, расформированный в 2015 году.

## История
Первая женская команда в Красногорске была создана на базе детско-юношеской школы ФК «Зоркий» в 2006 году. Позже тренерский штаб во главе с Денисом Лопатиным и Андреем Кондрахиным сформировал три возрастные группы: футболистки — 2000—2001 годов рождения, 1995—1997 г.р. и 1990—1994 г.р. С того момента в структуре красногорской ДЮСШ функционировало отделение женского футбола.
В сезоне 2008 года «Зоркий» дебютировал в первенстве Московской области, которое в структуре российского женского футбола было приравнено к зональному соревнованию Второго дивизиона первенства страны. Чемпионат команда завершила на пятом месте.
В 2009 году «Зоркий» выиграли Первенство Московской области и финальный этап среди женских клубов России Второго дивизиона заняв первые места, пробив дорогу в Первый дивизион.
В 2010 году в первенстве России среди женских команд Первого дивизиона зоны «Запад» «Зоркий» с 35 очками завершил первенство на втором месте, отстав от команды «Чертаново» на одно очко. В Омске, в завершающем матче финального этапа, «Зоркий» выиграл у «Чертаново» со счётом 1:0. Решающий и единственный мяч забила Татьяна Ефимова.
В 2011 году команда участвовала в Высшем дивизионе чемпионата страны.
Выиграв Чемпионат России 2012/2013, «Зоркий» стал первой командой в истории российского женского футбола, которая выигрывала и Второй, и Первый, и Высший дивизионы.
«Зоркий» был расформирован по решению руководства клуба в связи с отсутствием необходимых финансовых средств после гибели заместителя главы Красногорского района Юрия Караулова, осталась только футбольная школа «Зоркого».

## Достижения

### Титульные
- Чемпионат России
  - чемпион: 2012/13
  - серебряный призёр: 2011/12, 2014
  - бронзовый призёр: 2013, 2015
- Первый дивизион
  - победитель: 2010
- Второй дивизион
  - победитель: 2009
- Кубок России
  - финалист: 2011/12
- Лига чемпионов УЕФА
  - 1/8 финала (2): 2012/13, 2013/14

### Матчевые
Самые крупные победы
- 6:0 — самая крупная победа клуба в Чемпионате (в матче «Зоркий» — «Рязань-ВДВ», 11 октября 2011 и в матче «Зоркий» — «Чертаново» (Москва), 15 августа 2015)
- 14:1 — самая крупная победа клуба в Первом дивизионе (в матче «ГосУниверситет» (Иваново) — «Зоркий», 4 июля 2010)
- 8:1 — самая крупная победа клуба в Кубке (в матче «Зоркий» — «Мордовочка» (Саранск), 18 апреля 2012)
- 4:1 — самая крупная победа клуба в Лиге Чемпионов (в матче «Зоркий» — «Тор» (Рейкьявик, Исландия), 16 октября 2013)

Самые крупные поражения
- 1:4 — самое крупное поражение клуб в Чемпионате (в матче «Зоркий» — «Звезда-2005» (Пермь), 24 апреля 2011, в матче «Звезда-2005» (Пермь) — «Зоркий», 6 августа 2014), 0:3 (в матче «Зоркий» — «Энергия» (Воронеж), 18 июня 2011, в матче «Зоркий» — «Рязань-ВДВ», 15 августа 2013, в матче «Рязань-ВДВ» — «Зоркий», 15 мая 2015 + 4 техн.поражения)
- 0:2 — самое крупное поражение клуба в Первом дивизионе (в матче УОР (Серебряные пруды) — «Зоркий», 13 июня 2010)
- 0:3 — самое крупное поражение клуба в Кубке (в матче «Россиянка» (Красноармейск) — «Зоркий», 25 июля 2015)
- 0:9 — самое крупное поражение клуба в Лиге Чемпионов (в матче «Зоркий» — «Лион» (Лион, Франция), 31 октября 2012)

## Тренеры
- Караулов Виталий Юрьевич (2010)
- Лопатин, Денис Алексеевич (2011—2012)
- Введенский, Владимир Владимирович (2012)
- Николаев, Евгений Александрович (2012—2013)
- Корягин, Алексей Александрович (2013)
- Сухарев, Николай Михайлович (2014, до октября)[2]
- Введенский, Владимир Владимирович (октябрь 2014—2015)
- Сухарев, Николай Михайлович (2015, и. о.)
- Николаев, Евгений Александрович (2015)
- Вербицкая, Екатерина Сергеевна (~2018, тренер молодёжной команды девушек)

## Результаты выступлений
без учёта мячей забитых в сериях послематчевых пенальти
с учётом технических результатов

| Сезон                             | Чемпионат России                  | Чемпионат России                       | Чемпионат России                       | Чемпионат России                  | Чемпионат России | Чемпионат России | Чемпионат России | Чемпионат России | Чемпионат России | Чемпионат России | Чемпионат России | Чемпионат России | Кубок         | Еврокубок   | Главный тренер                                                 | Источники     |
| Сезон                             | Дивизион                          | Этап                                   | Этап                                   | Место                             | И                | В                | Н                | П                | МЗ               | МП               | РМ               | О                | Кубок         | Еврокубок   | Главный тренер                                                 | Источники     |
| --------------------------------- | --------------------------------- | -------------------------------------- | -------------------------------------- | --------------------------------- | ---------------- | ---------------- | ---------------- | ---------------- | ---------------- | ---------------- | ---------------- | ---------------- | ------------- | ----------- | -------------------------------------------------------------- | ------------- |
| 2008                              | Второй дивизион                   | Предварительный этап, зона Подмосковье | Предварительный этап, зона Подмосковье | 5 из 10                           | 18               | 8                | 4                | 6                | 60               | 39               | +21              | 28               | не участвовал | —           |                                                                | [ 3 ]         |
| 2009                              | Второй дивизион                   | Предварительный этап, зона Подмосковье | Предварительный этап, зона Подмосковье | 1 из 10                           | 17               | 15               | 2                | 0                | 137              | 6                | +131             | 47               | не участвовал | —           |                                                                | [ 4 ] [ 5 ]   |
| 2009                              | Второй дивизион                   | Финальный этап                         | группа Б                               | 1 из 5                            | 4                | 4                | 0                | 0                | 15               | 1                | +14              | 12               | не участвовал | —           |                                                                | [ 4 ] [ 5 ]   |
| 2009                              | Второй дивизион                   | Финальный этап                         | Плей-офф за 1-4 место                  | 1 из 10                           | 2                | 2                | 0                | 0                | 4                | 0                | +4               | —                | не участвовал | —           |                                                                | [ 4 ] [ 5 ]   |
| 2009                              | Второй дивизион                   | Второй дивизион 2009 (Итог)            | Второй дивизион 2009 (Итог)            | 1 из 10                           | 23               | 21               | 2                | 0                | 156              | 7                | +149             | —                | не участвовал | —           |                                                                | [ 4 ] [ 5 ]   |
| 2010                              | Первый дивизион                   | Предварительный этап, зона Запад       | Предварительный этап, зона Запад       | 2 из 8                            | 14               | 11               | 1                | 2                | 44               | 8                | +36              | 34               | не участвовал | —           | Виталий Караулов                                               | [ 6 ]         |
| 2010                              | Первый дивизион                   | Финальный этап                         | группа Б                               | 1 из 6                            | 5                | 5                | 0                | 0                | 17               | 3                | +14              | 15               | не участвовал | —           | Виталий Караулов                                               | [ 6 ]         |
| 2010                              | Первый дивизион                   | Финальный этап                         | Плей-офф за 1-4 места                  | 1 из 12                           | 2                | 2                | 0                | 0                | 2                | 0                | +2               | —                | не участвовал | —           | Виталий Караулов                                               | [ 6 ]         |
| 2010                              | Первый дивизион                   | Первый дивизион 2010 (Итог)            | Первый дивизион 2010 (Итог)            | 1 из 12                           | 21               | 18               | 1                | 2                | 63               | 11               | +52              | —                | не участвовал | —           | Виталий Караулов                                               | [ 6 ]         |
| 2011/12                           | Высший дивизион                   | —                                      | —                                      | из 8                              | 28               | 17               | 4                | 7                | 58               | 31               | +27              | 55               | финалист      | —           | Денис Лопатин                                                  | [ 7 ]         |
| 2012/13                           | Высший дивизион                   | Первый этап                            | Первый этап                            | 2 из 8                            | 14               | 10               | 2                | 2                | 30               | 12               | +18              | 32               | не проводился | ⅛ финала    | Владимир Введенский/ Евгений Николаев                          | [ 8 ] [ 9 ]   |
| 2012/13                           | Высший дивизион                   | Второй этап (1-4 места)                | Второй этап (1-4 места)                | 1 из 8                            | 6                | 4                | 1                | 1                | 12               | 7                | +5               | 13               | не проводился | ⅛ финала    | Владимир Введенский/ Евгений Николаев                          | [ 8 ] [ 9 ]   |
| 2012/13                           | Высший дивизион                   | Высший дивизион 2012/13 (Итог)         | Высший дивизион 2012/13 (Итог)         | из 8                              | 20               | 14               | 3                | 3                | 42               | 19               | +23              | 45               | не проводился | ⅛ финала    | Владимир Введенский/ Евгений Николаев                          | [ 8 ] [ 9 ]   |
| 2013                              | Высший дивизион                   | —                                      | —                                      | из 8                              | 14               | 9                | 1                | 4                | 32               | 18               | +14              | 28               | ¼ финала      | ⅛ финала    | Алексей Корягин                                                | [ 10 ] [ 11 ] |
| 2014                              | Высший дивизион                   | Предварительный этап                   | Предварительный этап                   | 1 из 7                            | 11               | 7                | 2                | 2                | 19               | 12               | +7               | 23               | ½ финала      | —           | Николай Сухарев                                                | [ 12 ]        |
| 2014                              | Высший дивизион                   | Финальный этап (1-4 места)             | Финальный этап (1-4 места)             | 2 из 6                            | 6                | 3                | 1                | 2                | 10               | 5                | +5               | 10               | ½ финала      | —           | Николай Сухарев                                                | [ 12 ]        |
| 2014                              | Высший дивизион                   | Высший дивизион 2014 (Итог)            | Высший дивизион 2014 (Итог)            | из 6                              | 17               | 10               | 3                | 4                | 29               | 17               | +12              | 33               | ½ финала      | —           | Николай Сухарев                                                | [ 12 ]        |
| 2015                              | Высший дивизион                   | —                                      | —                                      | из 6                              | 20               | 9                | 2                | 9                | 26               | 25               | +1               | 29               | ¼ финала      | 1/16 финала | Владимир Введенский/ Николай Сухарев (и. о.)/ Евгений Николаев | [ 13 ] [ 14 ] |
| Итого Второй дивизион (2 сезона)  | Итого Второй дивизион (2 сезона)  | Итого Второй дивизион (2 сезона)       | Итого Второй дивизион (2 сезона)       | Итого Второй дивизион (2 сезона)  | 41               | 29               | 6                | 6                | 216              | 46               | +170             |                  |               |             |                                                                |               |
| Итого Первый дивизион (1 сезон)   | Итого Первый дивизион (1 сезон)   | Итого Первый дивизион (1 сезон)        | Итого Первый дивизион (1 сезон)        | Итого Первый дивизион (1 сезон)   | 21               | 18               | 1                | 2                | 63               | 11               | +52              |                  |               |             |                                                                |               |
| Итого Высший дивизион (5 сезонов) | Итого Высший дивизион (5 сезонов) | Итого Высший дивизион (5 сезонов)      | Итого Высший дивизион (5 сезонов)      | Итого Высший дивизион (5 сезонов) | 99               | 59               | 13               | 27               | 187              | 110              | +77              |                  |               |             |                                                                |               |
| Всего                             | Всего                             | Всего                                  | Всего                                  | Всего                             | 161              | 106              | 20               | 35               | 466              | 167              | +299             |                  |               |             |                                                                |               |

1. ↑  в сезоне 2015 «Зоркий» снялся с соревнований по финансовым причинам за три тура до конца Чемпионата, после чего клуб прекратил свое существование

Молодёжная команда «Зоркий»-2 принимала участие во Втором дивизионе 2010, в Первом дивизионе 2011 и в Первом дивизионе 2012. Также школа Зоркого участвовала во Втором дивизионе 2016 (зона Подмосковье) уже после расформирование основной команды. 

### Кубок России
без учёта мячей забитых в сериях послематчевых пенальти
без учёта технических результатов

| Сезон             | Кубок России | Кубок России | Кубок России | Кубок России | Кубок России | Кубок России | Кубок России | Кубок России |
| Сезон             | И            | В            | Н            | П            | МЗ           | МП           | РМ           | Итог         |
| ----------------- | ------------ | ------------ | ------------ | ------------ | ------------ | ------------ | ------------ | ------------ |
| 2011/12           | 3            | 2            | 0            | 1            | 15           | 4            | +11          | финалист     |
| 2013              | 1            | 0            | 0            | 1            | 1            | 3            | -2           | ¼ финала     |
| 2014              | 2            | 1            | 0            | 1            | 3            | 3            | 0            | ½ финала     |
| 2015              | 1            | 0            | 0            | 1            | 0            | 3            | -3           | ¼ финала     |
| Итого за 4 сезона | 7            | 3            | 0            | 4            | 19           | 13           | +6           |              |

### Выступления в Лиге Чемпионов УЕФА
См. также: Женские футбольные клубы России в еврокубках
| Сезон             | Лига чемпионов УЕФА             | Лига чемпионов УЕФА | Лига чемпионов УЕФА | Лига чемпионов УЕФА | Лига чемпионов УЕФА | Лига чемпионов УЕФА | Лига чемпионов УЕФА | Лига чемпионов УЕФА | Лига чемпионов УЕФА | Лига чемпионов УЕФА | Лига чемпионов УЕФА | Лига чемпионов УЕФА | Лига чемпионов УЕФА                        |
| Сезон             | Стадия                          | И                   | В                   | Н                   | П                   | МЗ                  | МП                  | РМ                  | Дата                | Город               | Соперник            | Счёт                | Голы                                       |
| ----------------- | ------------------------------- | ------------------- | ------------------- | ------------------- | ------------------- | ------------------- | ------------------- | ------------------- | ------------------- | ------------------- | ------------------- | ------------------- | ------------------------------------------ |
| 2012/2013         | 1/16 финала                     | 2                   | 1                   | 1                   | 0                   | 3                   | 1                   | +2                  | 26.09.2012          | Гардабайр           | Стьярнан            | 0:0                 |                                            |
| 2012/2013         | 1/16 финала                     | 2                   | 1                   | 1                   | 0                   | 3                   | 1                   | +2                  | 04.10.2012          | Красногорск         | Стьярнан            | 3:1                 | Дятел 33′, 47′, Руис 60′                   |
| 2012/2013         | 1/8 финала                      | 2                   | 0                   | 0                   | 2                   | 0                   | 11                  | -11                 | 31.10.2012          | Химки               | Лион                | 0:9                 |                                            |
| 2012/2013         | 1/8 финала                      | 2                   | 0                   | 0                   | 2                   | 0                   | 11                  | -11                 | 07.11.2012          | Лион                | Лион                | 0:2                 |                                            |
| 2012/2013         | Лига чемпионов 2012/2013 (Итог) | 4                   | 1                   | 1                   | 2                   | 3                   | 12                  | -9                  |                     |                     |                     |                     |                                            |
| 2013/2014         | 1/16 финала                     | 2                   | 2                   | 0                   | 0                   | 6                   | 2                   | +4                  | 09.10.2013          | Рейкьявик           | Тор                 | 2:1                 | Цидикова 22′, Морозова 36′                 |
| 2013/2014         | 1/16 финала                     | 2                   | 2                   | 0                   | 0                   | 6                   | 2                   | +4                  | 16.10.2013          | Химки               | Тор                 | 4:1                 | Морозова 22′, Дятел 24′, Ник 34′, Мауц 65′ |
| 2013/2014         | 1/8 финала                      | 2                   | 0                   | 0                   | 2                   | 2                   | 7                   | -5                  | 09.11.2013          | Химки               | Бирмингем Сити      | 0:2                 |                                            |
| 2013/2014         | 1/8 финала                      | 2                   | 0                   | 0                   | 2                   | 2                   | 7                   | -5                  | 13.11.2013          | Бирмингем           | Бирмингем Сити      | 2:5                 | Руис 29′, Ник 42′                          |
| 2013/2014         | Лига чемпионов 2013/2014 (Итог) | 4                   | 2                   | 0                   | 2                   | 8                   | 9                   | -1                  |                     |                     |                     |                     |                                            |
| 2015/2016         | 1/16 финала                     | 2                   | 1                   | 0                   | 1                   | 2                   | 3                   | -1                  | 07.10.2015          | Мадрид              | Атлетико            | 2:0                 | Слонова 18′, 71′                           |
| 2015/2016         | 1/16 финала                     | 2                   | 1                   | 0                   | 1                   | 2                   | 3                   | -1                  | 15.10.2015          | Красногорск         | Атлетико            | 0:3                 |                                            |
| Итого за 3 сезона | Итого за 3 сезона               | 10                  | 4                   | 1                   | 5                   | 13                  | 24                  | -11                 |                     |                     |                     |                     |                                            |